# Софія Раффаелі
Софія Раффаелі (італ. Sofia Raffaeli; нар. 19 січня 2004, Анкона) — італійська гімнастка. Бронзова призерка Олімпійських ігор 2024 в Парижі. Перша в історії Італії абсолютна чемпіонка світу, багаторазова чемпіонка та призерка чемпіонатів світу та Європи.

## Спортивна кар'єра
У трирічному віці почала відвідувати секцію спортивної гімнастики, однак через декілька років, спробувавши стрічку та м'яч, з якими вправно поводилась, була переведена мамою до секції художньої гімнастики.

### 2021
Дебютувала в дорослій збірній Італії на кубку світу в болгарській Софії, де сенсаційно здобула срібну нагороду у вправі з булавами та бронзову нагороду у стрічці.

### 2023
Після чемпіонату світу, коли особистий тренер Джульєтта Канталуппі прийняла пропозицію Ізраїлю та залишила Італію, перейшла разом зі співвітчизницею Міленою Балдасарі тренуватися в групу Клаудії Манчинеллі.

## Результати на турнірах
| Рік                | Змагання                | Команда | АП |   |   |   |    |
| ------------------ | ----------------------- | ------- | -- | - | - | - | -- |
| Юніорські змагання |                         |         |    |   |   |   |    |
| 2019               | Чемпіонат світу         |         | 2  | * | 8 | 2 | 7  |
| Дорослі змагання   |                         |         |    |   |   |   |    |
| 2021               | Кубок світу Софія       |         | 10 |   |   | 2 | 3  |
| 2021               | Кубок світу. Ташкент    |         | 4  | 2 |   | 4 | 2  |
| 2021               | Кубок світу. Песаро     |         | 8  |   |   | 6 | 5  |
| 2021               | Чемпіонат Європи        |         | 8  |   |   | 8 |    |
| 2021               | Чемпіонат світу         | 2       | 6  | 2 |   |   |    |
| 2022               | Чемпіонат Європи        | 2       | 4  | 1 | 2 | 1 |    |
| 2022               | Всесвітні ігри          |         |    | 2 | 2 | 1 | 11 |
| 2022               | Чемпіонат світу         | 1       | 1  | 1 | 1 | 3 | 1  |
| 2023               | Чемпіонат Європи        | 4       | 2  | 4 | 1 | 1 |    |
| 2023               | Чемпіонат світу         | 3       | 2  | 2 | 2 |   | 4  |
| 2024               | Кубок світу. Афіни      |         | 8  | 2 | 2 |   |    |
| 2024               | Кубок світу. Софія      |         | 4  | 3 | 4 | 1 |    |
| 2024               | Кубок світу. Баку       |         | 3  | 2 | 4 | 1 |    |
| 2024               | Кубок Європи. Баку      |         | 2  | 1 |   | 2 | 3  |
| 2024               | Чемпіонат Європи        | 2       | 2  | 8 | 1 | 6 | 2  |
| 2024               | Кубок світу. Мілан      |         | 2  | 7 | 2 | 2 | 1  |
| 2024               | Олімпійські ігри        |         | 3  |   |   |   |    |
| 2024               | Клубний чемпіонат світу | 3       | 1  |   |   |   |    |
| 2025               | Гран-прі. Марбелья      |         | 2  | 1 | 5 | 2 | 1  |

*скакалка